# Percy Sillitoe
Sir Percy Sillitoe (ur. 1888, zm. 1962) – dyrektor generalny brytyjskiej Służby Bezpieczeństwa (MI5) od 1946 do 1953.
Służbę w administracji państwowej rozpoczął w 1908, wstępując do policji brytyjskiej w Afryce Południowej. Na stanowisku DG MI5 zastąpił go Dick White, także przyszły DG MI6. Percy Sillitoe zmarł w 1961 w wieku 73 lat.